# James Cameron
James Francis Cameron (* 16. srpna 1954, Ontario, Kanada) je filmový režisér, producent, scenárista, vynálezce a trojnásobný držitel Oscara. Režíruje většinou akční nebo sci-fi filmy, tématem bývají vztahy mezi člověkem a technologiemi. Je režisérem a tvůrcem scénáře dvou nejvýdělečnějších filmů historie kinematografie, Avatara a Titanicu. Také vytvořil sérii filmů o Terminátorovi.
V roli šéfproducenta natočil dokument Ztracený Ježíšův hrob (The Lost Tomb of Jesus), který odvysílal Discovery Channel 4. března 2007.
Po úspěchu Titanicu se od filmu na dvanáct let odmlčel, místo toho se pustil do objevných podmořských expedicí. V roce 2009 se na filmová plátna opět vrací se sci-fi snímkem Avatar.
V roce 2012 se stal třetím člověkem na světě, který se ponořil na dno Marianského příkopu. Nejdříve se několikrát ponořil do osmikilometrové hloubky u pobřeží Papuy Nové Guiney a 26. března 2012 pak pokořil hloubku 10 898 m v Marianském příkopu. Ve všech případech použil batyskaf Deepsea Challenger a během pobytu pod hladinou pomocí dvojice stereoskopických kamer na výložnících natáčel unikátní záběry pro své další dokumentární i hrané filmy.

## Filmografie

### Režisér
| Rok       | Název                       |
| --------- | --------------------------- |
| 1982      | Piraňa 2: Létající zabijáci |
| 1984      | Terminátor                  |
| 1986      | Vetřelci                    |
| 1989      | Propast                     |
| 1991      | Terminátor 2: Den zúčtování |
| 1994      | Pravdivé lži                |
| 1997      | Titanic                     |
| 2000–2002 | Černý anděl (seriál)        |
| 2002      | Expedice: Bismarck          |
| 2003      | Tajemství Titaniku 3D       |
| 2005      | Tajemné hlubiny             |
| 2009      | Avatar                      |
| 2022      | Avatar: The Way of Water    |
| 2025      | Avatar: Fire and Ash        |

### Scénář
| Rok       | Název                       | Žánr                               | Poznámky                                  |
| --------- | --------------------------- | ---------------------------------- | ----------------------------------------- |
| 1982      | Piraňa 2: Létající zabijáci | horor                              | společně s Charlesem H. Egleem            |
| 1984      | Terminátor                  | sci-fi                             | společně s Gale Anne Hurd                 |
| 1985      | Rambo II                    | akční                              | společně se Sylvesterem Stallonem         |
| 1986      | Vetřelci                    | sci-fi                             |                                           |
| 1989      | Propast                     | sci-fi                             |                                           |
| 1991      | Bod zlomu                   | akční / drama                      | společně s Kathryn Bigelow                |
| 1991      | Terminátor 2: Den zúčtování | sci-fi                             | společně s Williamem Wisherem Jr.         |
| 1994      | Pravdivé lži                | akční / komedie                    |                                           |
| 1995      | Zvláštní dny                | sci-fi / drama                     | společně s Jayem Cocksem                  |
| 1997      | Titanic                     | katastrofický / drama / romantický |                                           |
| 2000–2002 | Černý anděl                 | televizní seriál                   | (některé díly)                            |
| 2009      | Avatar                      | sci-fi                             |                                           |
| 2019      | Alita: Bojový Anděl         | sci-fi                             |                                           |
| 2022      | Avatar: The Way of Water    | dobrodružný / sci-fi               | společně s Rickem Jaffou a Amandou Silver |
| 2025      | Avatar: Fire and Ash        | dobrodružný / sci-fi               | společně s Rickem Jaffou a Amandou Silver |